# Weiter leben. Eine Jugend
Weiter leben. Eine Jugend ist der Titel der im Juni 1992 erschienenen Autobiographie der Literaturwissenschaftlerin Ruth Klüger. In ihren Erinnerungen schildert Klüger ihre jüdische Kindheit und Jugend in Österreich und Deutschland zur Zeit des Nationalsozialismus, die Bedingungen ihres Überlebens und die (Un)möglichkeit des Weiterlebens.

## Inhalt
Klügers Autobiographie, deren Niederschrift Ende 1988 begann, gliedert sich in insgesamt fünf Teile:
- Erster Teil: Wien
- Zweiter Teil: Die Lager (Theresienstadt, Auschwitz-Birkenau, Christianstadt / Groß-Rosen)
- Dritter Teil: Deutschland (Flucht, Bayern)
- Vierter Teil: New York
- Epilog: Göttingen

### Erster Teil: Wien
Der erste Teil der Erinnerungen umfasst die Kindheit und Jugend Ruth Klügers in ihrer Heimatstadt Wien, in der sie am 30. Oktober 1931 zur Welt kam. Mit dem Anschluss Österreichs stand Österreich ab März 1938 unter nationalsozialistischer Herrschaft. So erfuhr Klüger bereits in ihrer Kindheit den Antisemitismus, die Ausgrenzung der Juden aus dem öffentlichen Leben sowie die allmählich einsetzende Verfolgung und Deportation. Da ihr Leben nach außen hin immer stärkeren Einschränkungen unterworfen war, suchte sie Zuflucht in der Welt der Literatur.

### Zweiter Teil: Die Lager
Im Alter von elf Jahren wird Klüger zusammen mit ihrer Mutter zunächst nach Theresienstadt deportiert. Von dort aus kommt sie in das Theresienstädter Familienlager des Vernichtungslagers Auschwitz-Birkenau und wird dann nach Christianstadt, ein Außenlager des KZ Groß-Rosen, verschleppt.

### Dritter Teil: Deutschland
Klüger gelingt gemeinsam mit ihrer Mutter und einem weiteren Mädchen Anfang 1945 auf einem Evakuierungsmarsch die Flucht. Sie gelangen mit einer falschen Identität, die ihnen in der Endphase des Deutschen Reichs ein Pfarrer gewährt, in einem Eisenbahnzug nach Straubing. Nach dem Einmarsch der US-Army hoffen sie auf eine baldige Emigration nach Palästina oder in die USA, was sich aber hinzieht. Klüger erhält auf undurchsichtige Weise in Straubing ein Notabitur und beginnt ein Studium in Regensburg.

### Vierter Teil: New York
Klüger emigriert 1947 mit der Mutter in die USA, dort lebt sie zunächst noch mit ihrer Mutter und beginnt ein Studium.

## Verlag
Das Manuskript wurde von Siegfried Unseld, dem damaligen Leiter des Suhrkamp Verlages, mit der Begründung abgelehnt, dass es „für Suhrkamp-Verhältnisse nicht literarisch genug“ sei. Die Publikation besorgte daraufhin der Göttinger Wallstein Verlag.

## Rezeption und Auszeichnungen
Weiter leben. Eine Jugend wurde sowohl von Rezensenten wie auch von den Lesern sehr wohlwollend aufgenommen. Ruth Klüger erhielt für diesen autobiografischen Roman zahlreiche Auszeichnungen und Ehrungen (siehe Artikel über Ruth Klüger). In der SWR-Bestenliste erreichte das Buch im September 1992 Platz 1.
Wenn sie das richtig verstehe, so schreibt Herta Müller in einem Essay von 2003 über weiter leben, dann sei für das Kind Ruth Klüger das Nachdichten von Schiller-Balladen „die intensivste Art [gewesen], mit den bekannten Balladenfetzen umzugehen“. Die Verarbeitung von Erlebnissen verdanke das Mädchen insgesamt dem Erinnern von Versen, die aufgrund ihrer Form der gebundenen Sprache eine Stütze boten: „Die Schillerschen Balladen wurden dann auch meine Appellgedichte“ (Klüger), weil sie sich aufsagen ließen während der Appelle beim stundenlangen Stehen im Hof des KZ. „Es sind Kindergedichte, die in ihrer Regelmäßigkeit ein Gegengewicht zum Chaos stiften wollten“ (Klüger). Müller beschreibt in ihrem Rezensionsessay auch ihren Eindruck von Aussagen, die Ruth Klüger in Nebensätzen mache: welche Gruppengrenzen es in den Konzentrationslagern gegeben hat, indem sich „die deutschen Politischen“ (Müller) den jüdischen Mithäftlingen überlegen fühlten. Müller ergänzt kommentierend: „Es ist verwunderlich, daß deutsche Homosexuelle, die auch in den Todeslagern waren, in diesem Kontext nicht genannt werden. Es wird, so glaube ich, keine Auslassung der Autorin sein, sondern die Tatsache, daß auch sie, die Homosexuellen, wie die Juden von den Nazis ›organisch‹ verachtet wurden: ›Untermenschen‹ durch ihre Körper, nicht politische Feinde.“ Müller attestiert Klüger, dass Geschichten, die nur umrissen und nicht erzählt werden, an den stumm gehaltenen Stellen lange im Kopf nachhallen. So etwa in der Episode um die jugendliche Liesel, die dem Mädchen Ruth einiges anvertraute und die ihrem Vater in die Gaskammer folgte und von der Klüger schreibt: „Liesel war kein sentimentales Mädchen. [...] Aber sie war auch ein Kind, und was sie vor mir auspackte, war doch mehr, als sie selbst verdauen konnte“ (Klüger). Ruth Klüger gelingt es, die Höhe der menschlichen Nähe zu halten, weil sie keinem der Toten ein Denkmal setzt, sondern sich die Verwechselbarkeit mit ihnen bewahrt. Klüger „hebt keinen Toten zu weit hinauf, sondern nur auf die Höhe der menschlichen Nähe.“
Im Jahr 2008 wurden in Wien 100.000 Exemplare des Buchs im Rahmen der Aktion Eine Stadt. Ein Buch. verschenkt.

## Ausgaben
- Ruth Klüger: Weiter leben: eine Jugend. Wallstein, Göttingen 1992, ISBN 3-89244-036-0; als Taschenbuch bei dtv, München 1997, ISBN 3-423-12261-7.

## Nachfolgewerk
Im Jahr 2008 erschien mit unterwegs verloren. Erinnerungen ein weiteres autobiographisches Werk von Klüger.

## Weiterführende Literatur

### Rezensionen
- Sigrid Löffler: Davongekommen. Jetzt noch über Auschwitz schreiben? In: Die Zeit vom 5. August 1993.

### Wissenschaftliche Literatur
- Stephan Braese, Holger Gehle (Hrsg.): Ruth Klüger in Deutschland. Selbstverl. H. Gehle, Bonn 1994, ISBN 3-9804056-0-5, (Kassiber 1).
- Stephan Braese, Holger Gehle: Von „deutschen Freunden“. Ruth Klügers „weiter leben – Eine Jugend“ in der deutschen Rezeption. In: Der Deutschunterricht 47, 1995, H. 6, ISSN 0340-2258, S. 76–87.
- Sascha Feuchert: Ruth Klüger: weiter leben. Reclam, Stuttgart 2004, ISBN 978-3-15-016045-9 (Reclams Universalbibliothek: Erläuterungen und Dokumente).
- Irene Heidelberger-Leonard: Ruth Klüger, weiter leben. Eine Jugend. Interpretation. Oldenbourg, München 1996, ISBN 3-486-88680-0, (Oldenbourg-Interpretationen 81).
- Clemens Kammler: Ein Ereignis im Auschwitz-Diskurs. Ruth Klügers Autobiographie „weiter leben. Eine Jugend“ im Unterricht. In: Der Deutschunterricht 47, 1995, H. 6, ISSN 0340-2258, S. 19–30.
- Andrea Krauß: Dialog und Wörterbaum. Geschichtskonstruktionen in Ruth Klügers „weiter leben. Eine Jugend“ und Martin Walsers „Ein springender Brunnen“. In: Barbara Beßlich, Olaf Hildebrand, Katharina Grätz (Hrsg.): Wende des Erinnerns? Geschichtskonstruktionen in der deutschen Literatur nach 1989. Schmidt, Berlin 2006, ISBN 3-503-07980-7, (Philologische Studien und Quellen 198), S. 69–85.
- Sylvia Lakämper: Ruth Klüger: weiter leben. Eine Jugend. In: Torben Fischer, Matthias N. Lorenz (Hrsg.): Lexikon der „Vergangenheitsbewältigung“ in Deutschland. Debatten- und Diskursgeschichte des Nationalsozialismus nach 1945. Bielefeld : Transcript, 2007 ISBN 978-3-89942-773-8, S. 252–254
- Irmela von der Lühe: Das Gefängnis der Erinnerung. Erzählstrategien gegen den Konsum des Schreckens in Ruth Klügers „weiter leben“. In: Manuel Köppen, Klaus R. Scherpe (Hrsg.): Bilder des Holocaust. Literatur, Film, Bildende Kunst. Böhlau, Köln u. a. 1997, ISBN 3-412-05197-7 (= Literatur – Kultur – Geschlecht Kleine Reihe 19), S. 29–45.
- Dagmar von Hoff, Herta Müller: Erzählen, Erinnern und Moral. Ruth Klügers weiter leben. Eine Jugend (1992), in: Erinnerte Shoah. Die Literatur der Überlebenden = The shoah remembered. Walter Schmitz (Hrsg.), Thelem, Dresden 2003, S. 203–222, ISBN 978-3-935712-32-3.